# Ількадимський легкоатлетичний стадіон
Ількадимський легкоатлетичний стадіон — стадіон для легкої атлетики, який розташований в ільче Ількадим провінції Самсун, Туреччина.
Будівництво стадіону було завершене у 1958 році. Свого часу стадіон мав місткість на 1500 місць і був домашнім стадіоном команди Самсунспор. Після зведення Стадіону імені 19-го травня став приймати ігри Третьої та аматорської ліг.
У 2001 році стадіон отримав синтетичне покриття загальною площею 6.500 м², яке відповідало розмірам і стандартам ІААФ. З квітня 2010 стадіон було вирішено використовувати винятково як легкоатлетичний. Мешканці Самсуна були проти і не зрозуміли відповідного рішення влади.

## Літні Дефлімпійські ігри 2017
У 2014 році Міністерство молоді та спорту Туреччини вирішило реконструювати стадіон спеціально до Літніх Дефлімпійських ігор 2017, які мала приймати Туреччина, проєкт реконструкції мав бюджет у 10.000.000 турецьких лір. У результаті реконструкції місткість стадіону планували збільшити з 1500 до 1916 місць, але по завершенню проєкту вона зменшилася до 1100.
Церемонію закладання фундаменту провели 25 травня 2015 року, а оновлений легкоатлетичний стадіон відкрився 18 липня 2017 року — у день відкриття Літніх Дефлімпійських ігор 2017.
Під час Літніх Дефлімпійських ігор у 2017 році на Ількадимському легкоатлетичному стадіоні відбувалися всі змагання з легкої атлетики.
Проте, через півтора місяця з завершення Ігор, майданчик для розігріву вартістю 1.100.000 турецьких лір було зруйновано, на його місці планували звести Музей Археології й Етнографії (він відкрився 13.04.2024 року). Повністю реконструйований Ількадимський легкоатлетичний стадіон з відсутнім майданчиком для розігріву відтоді не відповідає необхідним вимогам і не може кваліфікуватися для проведення офіційних національних і міжнародних змагань.
Нині стадіон діє як професійний тренувальний майданчик, у певні години дня також відкритий для загалу.